# Maksym Rylskyj
Maksym Tadejovyč Rylskyj (ukrajinsky: Максим Тадейович Рильський; 19. března 1895, Kyjev – 24. července 1964, Kyjev) byl ukrajinský básník, překladatel a filolog. Byl představitelem tzv. neoklasiků, tedy skupiny ukrajinských básníků, kteří používali tradiční básnické formy s rýmem a metrem a často se ve svých dílech odvolávali na starou řeckou a římskou mytologii i na autory světové literatury. Sám Rylskyj byl především mistrem sonetu.

## Život
Jeho otec byl vzdělanec z Kyjeva, matka prostá rolnice z vesnice Romanivka. V roce 1902 zemřel jeho otec a rodina se přestěhovala z Kyjeva do Romanivky. Nějakou dobu žil a vyrůstal v rodině skladatele Mykoly Lysenka. Odmala ho přitahovala poezie. Jeho první báseň vyšla v roce 1907, v jeho dvanácti letech, v novinách Rada. První sbírku Na bílých ostrovech (На білих островах) vydal v roce 1910, v pouhých patnácti letech.
Původně studoval lékařství na Kyjevské univerzitě, ale po založení Ukrajinské lidové univerzity (Pavlem Skoropadským) v říjnu 1917 přešel na tamní obory historie a filologie. Kvůli ukrajinsko-sovětské válce opustil koncem roku 1917 Kyjev a se svým bratrem Ivanem pracoval na potravinové správě ve městě Skvyra. Později pracoval jako venkovský učitel po okolních vesnicích. Žil v Romanivce, ale bolševičtí sympatizanti ho vyhnali z jeho rodinného domu, vykradli jej, zničili neocenitelný archiv a knihovnu jeho otce. Do Kyjeva se Rylskij vrátil v roce 1923. Živil se znovu jako učitel.
Dvacátá léta byla ve znamení básníkova tvůrčího rozkvětu: jeho sbírky Skrze bouři a sníh (1925), 13. jaro (1926), Kde se cesty setkávají (1929) nebo Hukot a dunění (1929) jsou považovány za klasické. Vynikl v té době také jako nadaný překladatel světové poezie – Paula Verlaina, Valerije Brjusova, Stéphana Mallarmého, Maurice Maeterlincka a dalších. Mluvil plynně třinácti jazyky a uměl překládat ze 30 jazyků. Dokonale ovládal především ruštinu, polštinu a francouzštinu.
Ve 20. letech 20. století patřil Rylskyj k neoklasicistní umělecké skupině, pronásledované oficiálními kritiky za „dekadenci“ a odtržení od moderních potřeb socialistického života. Stejně jako jiní neoklasici ani Rylskij svou tvorbou nereagoval přímo na politické dění a během 20. let se zcela izoloval od sovětské reality. Přesto byl 19. března 1931 zatčen NKVD. Strávil pět měsíců ve vězení Lukjanovka.
Tato zkušenost ho asi značně poznamenala. V roce 1932 vydal sbírku Znamení Vah (1932), která se zcela vymkla z jeho dosavadní tvorby a přitakala sovětské realitě. Patrně díky tomu (či možná i jiným kompromisům, které ve vězení musel udělat) jako jediný neoklasik (a jeden z mála ukrajinsky píšících spisovatelů) unikl stalinskému teroru 30. let (viz popravené obrození) a byl zařazen na seznam oficiálních sovětských básníků.
V letech 1935 až 1942 byl vedoucím literárního oddělení Kyjevského divadla opery a baletu. V roce 1942 se stal ředitelem Ústavu výtvarných umění, folkloru a etnografie v Kyjevě, tuto funkci zastával až do své smrti v roce 1964. Ústav nyní nese jeho jméno. Během druhé světové války byl evakuován nejprve do Ufy a poté do Moskvy. V roce 1943 vstoupil do komunistické strany. Ve stejném roce byl zvolen akademikem Akademie věd Ukrajinské SSR, v roce 1958 pak akademikem Akademie věd SSSR. Roku 1946 se stal členem Nejvyššího sovětu SSSR. Zdálo, že se proti němu chystá tažení, když počátkem října 1947 vyšel v novinách Sovětská Ukrajina článek „O nacionalistických chybách M. Rylského“, který jej obviňoval z „buržoazního objektivismu“ a neznalosti základů marxisticko-leninského světového názoru. I tentokrát ale dokázal útok nějak odvrátit a obětí represí se nestal. O tom, jaké obchody s mocí uzavřel, se široce spekuluje, nicméně podle mnoha svědectví si vždy zachoval slušnost. Když byl například překladatel Hryhorij Kochur propuštěn z gulagu, Rylskij mu půjčil 80 000 rublů na koupi domu v Irpenu. Vdova po básníkovi Jevhenu Plužnykovi tvrdila, že Rylskyj byl jediným z literárních přátel jejího muže, který ho navštěvoval ve vězení. Mezi blízkými přáteli byl Rylskyj nazýván „Maksym zlaté srdce“. Podle jiných svědectví tvořil i hluboce vlastenecké básně, které ale nikdy nezapisoval a recitoval je jen příbuzným, v obavě, aby nebyly označeny za buržoazně nacionalistické a nestaly se záminkou k mocenskému úderu stalinistů.
Roku 1943 získal Stalinovu cenu. Za překlad Pana Tadeusze Adama Mickiewicze získal roku 1950 Stalinovu cenu podruhé. Za sbírky z padesátých let Trojandy i vynohrad (Růže a hrozny) a Daleki neboschyly (Daleké obzory) získal v roce 1960 Leninovu cenu.